# Оплата с помощью QR-кода
Оплата с помощью QR-кода или куайринг — (QR-код [ куар ] (англ. Quick Response Code, букв. код быстрого реагирования) + окончание -инг (по аналогии с эквайринг — от англ. аcquiring bank ‘технология безналичной оплаты товаров и услуг’) — процедура онлайн-оплаты товаров и услуг с помощью специального графического знака — QR-кода. Платёжная инфраструктура для безналичной оплаты товаров и услуг при помощи QR-кода (двумерный матричный код) обеспечивается Системой быстрых платежей (СБП), «Плати QR» и другими платёжными системами. Оплата моментально поступает на счёт продавца и позволяет избежать кассовых разрывов.

## Описание
Куайринг работает на базе СБП или альтернативных платёжных систем (например - Сбербанка, Т-Банка и др.) и позволяет юридическому лицу получать оплату от физических лиц. Сервис представляет собой альтернативу стандартному эквайрингу и не требует установки дополнительного оборудования. Практическое применение широкое: куайринг позволяет совершать покупки и платежи в любых местах, например, в интернет-магазинах, АЗС, ресторанах, розничных торговых точках и т. д. Для оплаты покупатель должен иметь устройство со считывателем QR-кодов (большинство современных моделей смартфонов имеют встроенный считыватель) и банковское приложение с подключённым сервисом оплаты через QR-код.

## История
Систему QR-кодов придумали в 1994 году в Японии. Ее автором считается Масахиро Хара , а сам термин — зарегистрированный товарный знак компании «Denso» (считается дочерним предприятием Toyota). Производственный процесс требовал четко отслеживания автомобилей, которые выпускались, и деталей к ним. Для этого и был разработан новый вид штрих-кодов высокой емкости и быстрого считывания, они давали возможность кодировать разные символы – японские иероглифы, цифры, буквы и другую информацию. 
Систему стали использовать в 2000-х, как экспериментальный способ оплаты. Большую популярность способ оплаты получил в Китае вместе с китайским мессенджером WeChat и встроенным платёжным сервисом WeChat Pay. В США развитием сервиса занялась компания PayPal, которая в 2015 году приобрела сервис для оплаты с помощью QR-кода.
В 2019 году оплата по QR-коду появилась в России. Поставщиком услуги выступила Система Быстрых Платежей, её операционным и платежным клиринговым центром является Национальная система платежных карт, а расчетным центром — Центральный Банк России.
В том же году Делобанк предложил на рынке новый термин для услуги, который получил название «куайринг».
Сегодня совершить оплату по QR-коду клиенты почти 50 банков-участников СБП

## Преимущества
Куайринг предоставляет ряд преимуществ перед традиционным эквайрингом. Основное преимущество такого способа оплаты — это низкие комиссии (максимальный размер комиссии — 0,7 % от платежа, у эквайринга — в среднем 2,3 %). Ещё одним преимуществом является удобство в подключении — бизнесу необязательно подключать терминал. Формирование QR-кода в одном из сценариев возможно без дополнительного оборудования.
Сервис «куайринг» позволяет получать оплату моментально на свой счёт и является надежно защищенным способ оплаты.
Возврат средств происходит с использованием интернет-банка или мобильного приложения покупателя.

## Платёжные системы
В России работает несколько платёжных систем, обеспечивающих осуществление платежей при помощи QR-кода. 

### Система быстрых платежей
Исторически, СБП стала первой платёжной системой, в которой проходили платежи с использованием QR-кода и на 2024 год она обеспечивает самую большую долю таких платежей.

### Мир
Платёжная система МИР, как и СБП, поддерживается НСПК и использует многие общие наработки. Однако в части реализации QR-платежей есть и заметные отличия. Например, в ней реализована схема, когда QR-код для оплаты формируется не на стороне продавца, а на стороне покупателя, а уже сотрудник магазина считывает его сканером с его смартфона.

### Плати QR
Систему «Плати QR» разработал и поддерживает Сбербанк, который запустил в массовое использование свою систему QR-платежей даже раньше СБП. В 2023 году она стала второй национальной системой - к ноябрю 2023 к ней присоединились Альфа-банк, «Тинькофф», МКБ, МТС-банк, Росбанк, Совкомбанк, «Уралсиб» и Фора-банк. Ещё четыре банка планировали подключиться к «Плати QR» к концу 2023 - Газпромбанк, Почта-банк, ПСБ и ХКФ банк, а РСХБ, «Ак Барс», «Открытие» и «Зенит»  изучали такую возможность.

### T-pay
В мае 2024 года о запуске собственной системы QR-платежей Tinkoff Pay QR заявил Тинькофф-банк. Его система с самого начала была ориентирована на использование универсального QR-кода - пользователь при оплате QR-кодом мог сам выбирать платёжную систему - Tinkoff Pay, СБП, SberPay или платёжные сервисы других банков.

## Единый QR-код
Осенью 2023 года Банк России начал обсуждать возможное объединение QR-кодов в единый для российского рынка. По мнению первого зампреда ЦБ РФ Ольги Скоробогатовой, если этого не сделать, то пользователи будут иметь до 15–20 QR-кодов для оплаты товаров и услуг, что сделает неудобными безналичные операции. Эльвира Набиуллина заявила, что регулятор предлагает закрепить в законе норму, по которой на каждой кассе будет только универсальный QR-код, который должен будет работать «на равноудалённой инфраструктуре».

В июне 2024 года был анонсирован, а в сентябре образован консорциум для вывода на платёжный рынок единого QR-кода, в который вошли Сбербанк, Альфа-банк и Т-банк. Одним из отличий единого QR-кода, который продвигает консорциум, является сохранение кешбэка от банка плательщика (при переводах через СБП кешбэк обычно теряется). Единый QR будет строиться на платформе MultiQR, которую передаст в консорциум Сбербанк. Ею пользуются уже 18 российских банков с общей эмиссией более 88% рынка. В дальнейшем консорциум планирует развивать не только единый QR-код, но и другие инновационные платежные сервисы. Осенью 2024 года на форуме Finopolis Эльвира Набиуллина заявила, что ЦБ склоняется к тому, чтобы у пользователей и магазинов был один универсальный QR-код для проведения платежей и Банк России уже подготовил соответствующий законопроект: 
Предлагаем в законе закрепить норму, по которой на кассе будет только один QR, это будет универсальный QR, который должен работать на равноудаленной инфраструктуреЭльвира Набиуллина, председатель правления Банка России

На сторону ЦБ встали ВТБ и Совкомбанк: 
Иногда прогресс достигается через унификацию, а не через конкуренцию. Было бы еще лучше, чтобы все крупные банки договорились о едином QR без государства. Но, к сожалению, договориться самым крупным игрокам между собой не удалось. Регулятору пришлось действоватьСергей Хотимский, первый заместитель председателя правления Совкомбанка
.
В ноябре 2024 года в Государственную думу был внесён законопроект, предусматривающий обязательное использование единственного универсального QR-кода, разработанного Национальной системой платежных карт (НСПК) (дочерняя компания Банка России) всеми платёжными операторами в РФ.

## Принцип работы
Для бизнеса:
1. Создаётся один или несколько QR-кодов. В зависимости от потребности можно зафиксировать сумму или сгенерировать код для оплаты без указания суммы;
2. Код размещается в интернет-магазине или печатается и размещается рядом с ценником или вместо него рядом с товаром (возможно расположение кода на кассе), либо показывается покупателю для оплаты. Если в QR-коде не указана сумма, то она сообщается покупателю;
3. После оплаты покупателем клиент видит уведомление о списании средств, а продавец получает sms-уведомление о зачислении средств на его счёт.

Для покупателя:
1. С помощью смартфона или планшета сканируется QR-код;
2. Покупатель выбирает необходимое приложение для оплаты;
3. Оплачивает покупку.

## Перспективы развития
С момента запуска куайринга в России было проведено почти 390 тыс. переводов (на октябрь 2020 года) от физлица на счёт компаний на сумму более 1,67 млрд рублей.
Позднее ЦБ заявил о необходимости подключения сервиса всем системно-значимым банкам до 1 октября 2021 и до 1 апреля 2021 банкам с универсальной лицензией.